# Tatarstan Airlines
Tatarstan Airlines (Russisch: Открытое акционерное общество Авиакомпания Татарстан; Tataars: Ачык Акционерлык жэмгыяте Татарстан Авиакомпаниясе) was een Russische luchtvaartmaatschappij met haar hoofdzetel in Kazan. Vanuit deze thuisbasis werden passagiers-, vracht- en charterdiensten uitgevoerd binnen Rusland en naar omringende landen van 1999 tot 31 december 2013.

## Geschiedenis
Tatarstan Airlines werd in 1993 opgericht in de autonome republiek Tatarije (ook wel Tatarstan) vanuit Aeroflots Kazan-divisie. Van 1997-2000 opereerde zij onder de naam Tatarstan/Kazan Air Enterprise of Kazanskoje Aviapredpriate. Vanaf 1999 begonnen de vluchten. Na een reorganisatie in 2000 werd de oorspronkelijke naam Tatarstan Airlines weer ingevoerd. Op 31 december 2013 werd licentie om te opereren met vliegtuigen (AOC Air Operator's certificate) ingetrokken. De nationale luchtvaartautoriteit van Rusland besloot daartoe mede door de crash van vlucht 363 eerder dat jaar.

## Codeshare
Tatarstan Airlines had codeshare met de volgende luchtvaartmaatschappij (november 2013):
- Bugulma Air Enterprise
- Czech Airlines (SkyTeam)
- Turkish Airlines (Star Alliance)

## Gepensioneerd vloot
| Toestellen | Totaal | Jaren operationeel | Registratie nummer | Opmerkingen                         |
| ---------- | ------ | ------------------ | ------------------ | ----------------------------------- |
| A319-111   | 2      | 2013-2013          | VP-BDY & VP-BDZ    | AOC ingetrokken 2013.               |
| A319-112   | 2      | 2011-2013          | VQ-BMM & VQ-BNF    | Opgeslagen en AOC ingetrokken 2013. |
| B737-322   | 2      | 2008-2013          | LZ-BOT & VQ-BAP    | Naar Bulgaria Air als LZ-BOT.       |
| B737-341   | 1      | 2009-2013          | VQ-BDC             | Naar Bulgaria Air als LZ-BOO.       |
| B737-4D7   | 1      | 2009-2013          | VQ-BDB             | Opgeslagen december 2013.           |
| B737-548   | 1      | 2009-2013          | VQ-BBO             | Opgeslagen maart 2013.              |
| B737-53A   | 1      | 2008-2013          | VQ-BBN             | Verongelukt 17-11-2013.             |

Tatarstan Airlines bestelde bij Bombardier Aerospace zes CRJ900-toestellen. Daarnaast nam de maatschappij opties op nog eens vier vliegtuigen van dit type, die plaats bieden aan 86 passagiers. Voordat de toestellen door de maatschappij in gebruik konden worden genomen moest de CRJ900 nog worden gecertificeerd door de Russische luchtvaartautoriteiten.

## Incidenten en ongelukken
Op 17 november 2013 stortte een Boeing 737-53A van Tatarstan Airlines met registratienummer VQ-BBN op de luchthaven van Kazan in Rusland neer. Alle 44 passagiers en 6 bemanningsleden kwamen om. Zij hadden de nationaliteiten van Rusland, het Verenigd Koninkrijk en Oekraïne.